# コ・オクラン
コ・オクラン（英語: Ko Ok Ran、1975年4月8日 - ）は、北朝鮮出身の女性フィギュアスケート選手（ペアスケーティング）。パートナーはキム・グヮンホ。
1992年アルベールビルオリンピック北朝鮮代表。北朝鮮代表として史上初めてペア競技でオリンピック出場を果たす。

## 主な戦績
| 大会/年          | 1991-92 |
| ---------------- | ------- |
| 冬季オリンピック | 18      |